# Cayo Julio Silano
Cayo o Gayo Julio Silano (en latín: Gaius Julius Silanus) fue un senador romano que vivió a finales del siglo I y principios del siglo II, y desarrolló su cursus honorum bajo los emperadores Vespasiano, Tito, y Domiciano. Fue cónsul sufecto en el año 92 junto con Quinto Junio Aruleno Rústico.

## Orígenes familiares
Ronald Syme conjetura que Silano era originario de la Galia, y agrega que "su cognomen no necesita tener nada que ver con la familia de los Junios Silanos".

## Carrera política
Fue incorporado al colegio sacerdotal de los Hermanos Arvales el 22 de enero del año 86 para reemplazar al recientemente fallecido Gayo Vipstano Aproniano. Mientras fue nombrado magister de ese colegio en el año 87, estuvo ausente de los registros durante el resto de ese año, y nuevamente entre los años 89 al 91; Syme especula que Silano estuvo ausente debido a su nombramiento como Legatus de alguna legion, o como gobernador de alguna provincia senatorial o imperial.